# Tumbalaklimrat
De tumbalaklimrat (Tylomys tumbalensis)  is een zoogdier uit de familie van de Cricetidae. De wetenschappelijke naam van de soort werd voor het eerst geldig gepubliceerd door Clinton Hart Merriam in 1901.

## Voorkomen
De soort komt voor in Mexico.